# Кицок (Васлуј)
Кицок (рум. Chițoc) насеље је у Румунији у округу Васлуј у општини Липовац. Oпштина се налази на надморској висини од 157 m.

## Становништво
Према подацима из 2002. године у насељу је живело 1152 становника, од којих су сви румунске националности.